# Kepler-33
Kepler-33 – gwiazda obserwowana przez Kosmiczny Teleskop Keplera, wokół której krąży pięć planet odkrytych metodą obserwacji tranzytu. Gwiazda ta jest w dość zaawansowanym stadium ewolucji, opuściła już ciąg główny.

## Planety
Układ planetarny gwiazdy Kepler-33 pod względem konfiguracji jest podobny do układu Kepler-11, również odkrytego przez tę sondę. Orbity planet są ciasne i położone w niewielkiej odległości. Planety mają rozmiary od 0,16 do 0,48 RJ.